# فرانتس آنتل
فرانتس آنتل (آلمانی: Franz Antel؛ ‏ ۲۸ ژوئن ۱۹۱۳ – ۱۱ اوت ۲۰۰۷) کارگردان فیلم اهل اتریش بود.
از فیلم‌های او می‌توان به کُنتس از خنده مُرد، قصر لذت، سوزان، خانم صاحبخانه لان و خانم صاحبخانه هم روابط عاشقانه دارد اشاره کرد.